# مکانیک سیالات (کتاب)
مکانیک سیالات کتابی از محمدصادق معیری است که در سال ۱۳۷۵ منتشر و در مراسم کتاب سال جمهوری اسلامی ایران به‌عنوان کتاب برگزیده معرفی شد.